# Динамическая переменная (физика)
Динамические переменные описывают динамику системы в отличие от величин, характеризующих систему саму по себе, таких как масса. К динамическим переменным в механике относятся координаты, импульсы и функции от них. В других областях физики могут использоваться и другие динамические переменные, например, функции поля в квантовой теории поля. Важную роль в физике играют динамические инварианты (интегралы движения) — такие динамические переменные, которые сохраняют своё значение при эволюции системы.
В квантовой механике каждой динамической переменной сопоставляется линейный эрмитов оператор. Собственные значения этого оператора определяют возможные значения, которые может принимать данная физическая величина. Среднее значение оператора по заданному состоянию {\displaystyle \langle \Psi |{\hat {A}}|\Psi \rangle } предсказывает результат измерения физической величины. Операторы различных физических величин, вообще говоря, не коммутируют друг с другом. Следствием этого является принцип неопределённости: две некоммутирующие физические величины не могут быть одновременно измерены со сколь угодно высокой точностью.